# Síndromes periódicos asociados a criopirina
Los síndromes periódicos asociados a criopirina  define un grupo de enfermedades autoinflamatorias, caracterizadas por episodios recurrentes de ataques inflamatorios sistémicos en ausencia de infección o enfermedad autoinmune . Son un conjunto de enfermedades poco frecuentes que se caracterizan por que los pacientes afectados presentan una mutación en el cromosoma 1 que afecta al gen que codifica la criopirina.
Reciben también el nombre de CAPS, por las iniciales del nombre en inglés (Cryopyrin-Associates Periodic Syndrome). Las 3 enfermedades que se incluyen en el grupo son el síndrome autoinflamatorio familiar por frío o FCAS (Familial Cold Autoinflamatory Syndrome), el síndrome de Muckle-Wells y la enfermedad inflamatoria sistémica de inicio neonatal o NOMID (Neonatal-Onset Multisystem Inflammatory Disease), esta última a veces se cita como CINCA que corresponde a las iniciales de síndrome crónico infantil neurológico cutáneo y articular (Chronic Infantile Neurological Cutaneous Articular Syndrome), las tres se incluyen dentro del grupo de trastornos conocidos como síndromes autoinflamatorios.

De los tres trastornos, el de mayor gravedad es NOMID, seguido por el síndrome de Muckle-Wells, mientras que el FCAS es el trastorno más leve, aunque se trata de entidades diferenciadas, en algunos casos se solapan los síntomas, existiendo cuadros intermedios. La edad de inicio de la enfermedad es temprana, oscilando entre los primeros días de vida y los 5 años, lo primero en aparecer son cuadros de urticaria periódica, por lo que en el pasado se les llamó en algunos textos síndromes urticariformes familiares.

## Genética
Los síndromes periódicos asociados a la criopirina se asocian a una mutación con ganancia de función en el exón 3 del gen NLRP3, el gen que codifica la criopirina, un componente principal del inflamasoma. La activación del inflamasoma induce la producción de las citocinas proinflamatorias interleucina-1β e interleucina-18 a través de una cascada en la que interviene la caspasa-1. El oligómero de inflamasoma también puede liberarse de los macrófagos activados, amplificando la cascada de producción de citocinas. La mutación en NLRP3 conduce a la formación aberrante constitutiva de este inflamasoma.